# Werner Simmling
Werner Simmling (* 27. September 1944 in Ochsenhausen; † 20. Juni 2019) war ein deutscher Politiker (FDP).

## Leben und Beruf
Der ausgebildete Diplom-Volkswirt war 28 Jahre bei der Daimler AG angestellt und zuletzt Leiter der Abteilung Corporate Public Relations.
Simmling war verheiratet und hatte einen Sohn.

## Politik
Simmling war viele Jahre Bezirksbeirat in Stuttgart. Zudem saß er in den Jahren 2003 bis 2009 im Gemeinderat seiner Heimatgemeinde Hohenstadt.
Bei der Bundestagswahl 2009 erreichte er im Wahlkreis Göppingen 10,33 % der Erststimmen und zog über Platz 14 der Landesliste der FDP Baden-Württemberg in den Deutschen Bundestag ein. Zuvor kandidierte er mehrfach erfolglos für den baden-württembergischen Landtag und den Bundestag. Der Wiedereinzug bei der Bundestagswahl 2013 gelang nicht, da die FDP an der Fünf-Prozent-Hürde scheiterte.